# Diadexia
Diadexia é um gênero de mariposa pertencente à família Crambidae.